# Rejon dobropolski
Rejon dobropolski – jednostka administracyjna wchodząca w skład obwodu donieckiego Ukrainy.
Rejon utworzony w 1966, ma powierzchnię 950 km² i liczy około 21 tysięcy mieszkańców. Siedzibą władz rejonu jest Dobropole.
Na terenie rejonu znajdują się 1 osiedlowa rada i 10 silskich rad, obejmujących w sumie 55 wsi i 6 osad.